# Округ Бразорија (Тексас)
Округ Бразорија (енгл. Brazoria County) је округ у америчкој савезној држави Тексас. По попису из 2010. године број становника је 313.166.

## Демографија
Према попису становништва из 2010. у округу је живело 313.166 становника, што је 71.399 (29,5%) становника више него 2000. године.
| Група             | 2000.           | 2010.           |
| Белци             | 158.052 (65,4%) | 166.674 (53,2%) |
| Афроамериканци    | 20.540 (8,5%)   | 37.761 (12,1%)  |
| Азијати           | 4.842 (2,0%)    | 17.227 (5,5%)   |
| Хиспаноамериканци | 55.063 (22,8%)  | 86.643 (27,7%)  |
| Укупно            | 241.767         | 313.166         |